# 252-й мотострілецький полк (РФ)
252-й гвардійський мотострілецький орденів Суворова та Олександра Невського полк (252 МСП, в/ч 91711) — формування мотострілецьких військ Сухопутних військ Російської Федерації чисельністю у полк. Пункт постійної дислокації — м. Богучар, Воронезька область. Входить до складу 3-ї мотострілецької дивізії.
Полк був створений 2016 року. У 2022 році полк брав участь у повномасштабному вторгненні Росії до України.

## Історія

### Передумови і створення
У 2016 році Росія почала створювати неподалік кордону з Україною 3-тю мотострілецьку дивізію.
У 2016 році у м. Богучар був сформований 252-й гвардійський мотострілецький орденів Суворова та Олександра Невського полк (в/ч 91711). Йому передали регалії 252-го гвардійського мотострілецького полку Радянської армії.

### Російське вторгнення в Україну 2022 року
У 2022 році полк брав участь у повномасштабному вторгненні Росії до України.
15 березня 2022 в Харківській області в бою було вбито командира полку полковника Ігоря Ніколаєва (позивний «Багет»). Його було знищено артилерійським вогнем ЗСУ в ході проведення перевірки стану справ у підрозділах полку на передових позиціях.
Восени 2022 року після початку мобілізації полк поповнили свіжомобілізованими, яких після слабкої двотижневої підготовки слабоозброєних відправили на передову під обстріл. Рота, куди зарахували мобілізованих, зазнала втрат, забезпечення провізією не було, закінчилися їжа та патрони. З роти 95 осіб 30 людей виїхало на машині, 39 військовослужбовців, що залишилися, були змушені йти пішки 190 кілометрів до Старобільська. Командування частини не мало уявлення про місцезнаходження роти. Військовослужбовців хочуть звинуватити у дезертирстві.

## Командування
- (??—2022) полковник Ніколаєв Ігор Євгенович

## Втрати
Із відкритих джерел відомо про щонайменш 13 вбитих бійців полку в ході повномасштабного вторгнення в Україну: